# Парламентские выборы в Швейцарии (1890)
Парламентские выборы в Швейцарии проходили 26 октября 1890 года. Радикально-левая партия с трудом смогла сохранить абсолютное большинство в парламенте, получив 74 из 147 мест Национального совета.

## Избирательная система

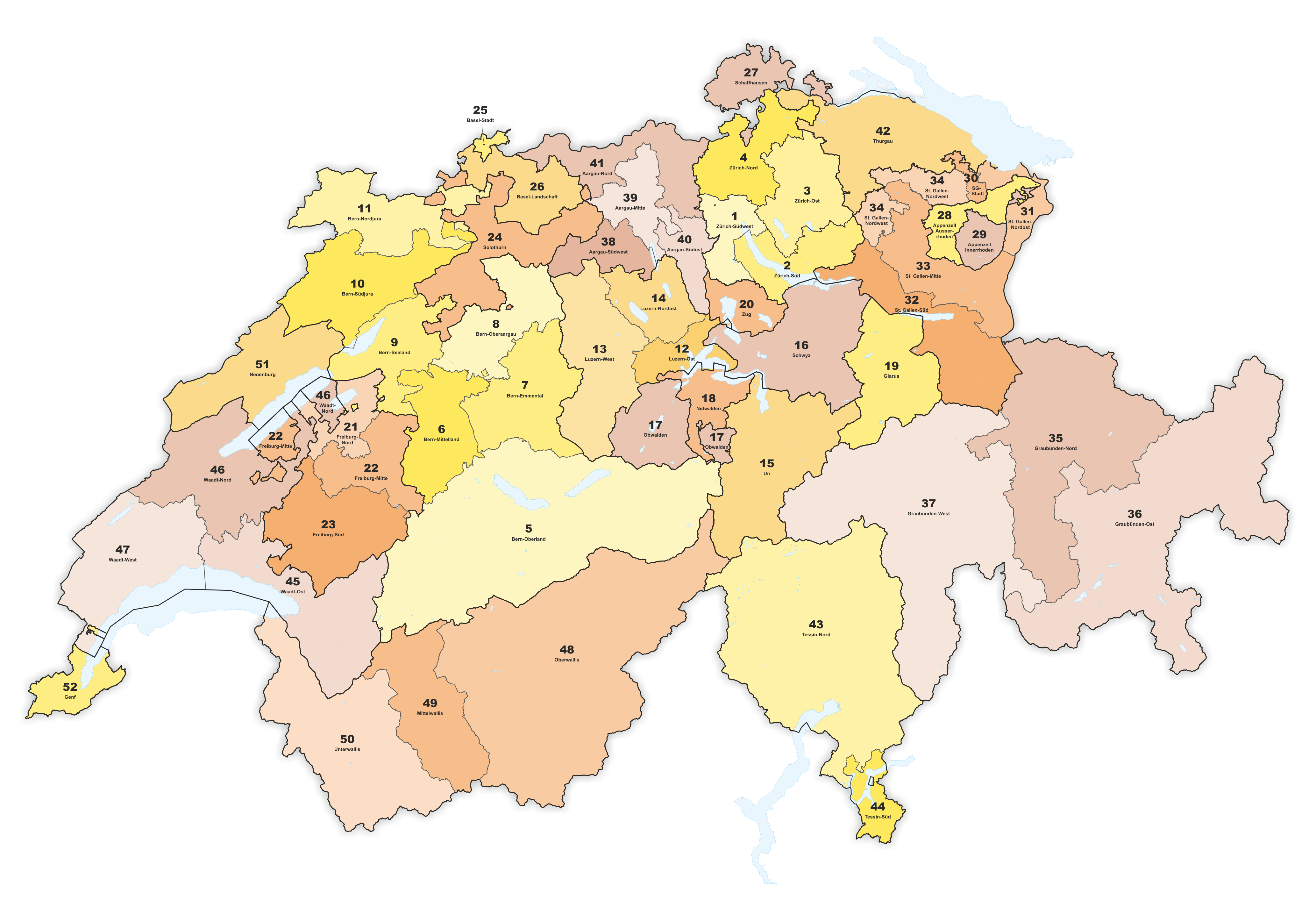
Карта Швейцарии, разделённая на 52 избирательных округа (1890—1899).

147 депутатов Национального совета избирались в 52 одно- и многомандатных округах. Распределение мандатов было пропорционально населению: одно место парламента на 20 тыс. граждан . 
Голосование проводилось по системе в три тура. В первом и втором туре для избрания кандидат должен был набрать абсолютное большинство голосов, в третьем туре достаточно было простого большинства. Каждый последующий тур проводился после исключения кандидата, набравшего наименьшее число голосов. 
Выборы в Национальный совет проходили по новому федеральному закону, принятому 20 июня 1890 года. В 1888 году прошла перепись населения вместо планировавшейся в 1890 году, согласно которой границы избирательных округов были изменены. Количество мест парламента было увеличено со 145 до 147 депутатов, количество избирательных округов стало 52 вместо 49. Кантоны Базель-Штадт, Санкт-Галлен и Цюрих получили на одно место больше, а кантон Тичино потерял одно место.

## Результаты

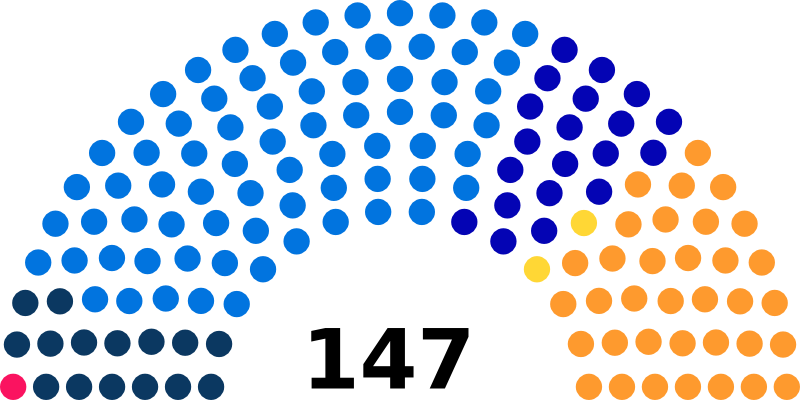
Распределение мест в Национальном совете (1890).

Наивысшая явка была зарегистрирована в кантоне с обязательным голосованием Шаффхаузен, где она составила 94,3 %. В кантоне Швиц явка оказалась наименьшей (35,6 %).
|  | Партия                               | Голосов | %    | Мест | +/– |
|  | Радикально-левые                     |         | 40,9 | 74   | +1  |
|  | Католические правые                  |         | 25,6 | 35   | 0   |
|  | Либеральные центристы                |         | 15,7 | 20   | +1  |
|  | Демократическая группа               |         | 10,4 | 15   | +1  |
|  | Социал-демократическая партия        |         | 3,6  | 1    | +1  |
|  | Правые евангелисты                   |         | 2,4  | 2    | –2  |
|  | Независимые                          |         | 1,4  | 0    | 0   |
|  | Всего                                | 415 098 | 100  | 147  | +2  |
|  | Зарегистрированных избирателей/ Явка | 664 144 | 62,5 | –    | –   |
|  | Источник: BFS                        |         |      |      |     |